# Leonel Miranda
Leonel Ariel Miranda (Avellaneda, 7 januari 1994) is een Argentijns professioneel voetballer die bij voorkeur als middenvelder uitkomt. In 2015 werd hij door CA Independiente aan Houston Dynamo verhuurd. 

## Clubcarrière
In oktober van 2012 tekende Miranda bij het Argentijnse Independiente. Na twee seizoenen bij Idenpediente te hebben gespeeld werd hij op 8 januari 2015 verhuurd aan het Amerikaanse Houston Dynamo. 